# Poble murat Cova Foradà
El Poble murat "Cova Foradà", està situat sobre el Cabezo de l'Ermita al terme municipal de Llíria, comarca del Camp de Túria, a l'oest de la província de València, i està catalogat com a Bé d'interès cultural, amb número d'anotació ministerial : 67 i data d'anotació 18 febrer 2010.

## Descripció

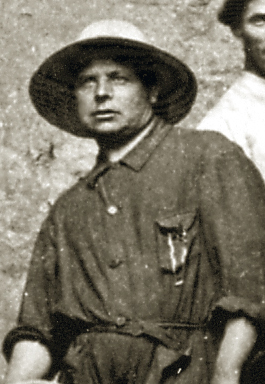
Salvador Espí Martí, que participà en les primeres excavacions, en una imatge dels anys 30.

La primera excavació arqueològica que es va dur a terme en aquest enclavament va ser a 1932, sota la direcció de Domingo Fletcher, Salvador Espí, i Josep Maria Montañana, mentre que l'última excavació va tenir lloc a 1967, sota la direcció de Milagros Gil - Mascarell i José Aparicio.
El poblat, que té uns 5.000 metres quadrats, destaca pel bon estat de conservació del seu recinte emmurallat, tot i les actuacions extractives que el circumden. S'ha datat a l'edat de bronze la primera ocupació de l'assentament i una segona, de llarga durada, des de l'Ibèric Ple fins a l'Imperi Romà (segle IV ane al segle II ne).
L'orografia del terreny, sobretot en el vessant occidental del turó, que presenta fortes escarpes, que fan molt difícil l'accés, fan innecessàries les defenses artificials. El vessant oriental, però, de pendent més suau, concentra el sistema defensiu. Al sud-oest s'eleva una gran torre defensiva, de planta rectangular, de 17 metres de llarg per 11 d'ample i els murs presenten un gruix de 175 cm. El material constructiu són carreus, ben escairats i de grans dimensions, conservant una altura que ronda els 2 metres a la banda nord. A partir d'aquesta construcció s'inicia la muralla, després d'un petit espai amb funció de porta. El llenç de la muralla (d'aproximadament un metre d'ample) discorre paral·lel a les corbes de nivell, amb una longitud de 25 metres, fins a arribar a l'elevació de l'extrem nord on gira. Aquest llenç es troba en un excel·lent estat de conservació, aconseguint en alguns llocs els 2 metres d'altura conservada. Com succeeix en altres poblats ibèrics, la muralla estaria formada per un sòcol de pedres sobre el qual s'aixecaria un alçat de toves.